# Pablo Cavallero
Pablo Oscar Cavallero Rodríguez (født 13. april 1974 i Lomas de Zamora, Argentina) er en tidligere argentinsk fodboldspiller, der spillede som målmand. Han var på klubplan tilknyttet Vélez Sársfield og Unión i hjemlandet, Espanyol, Celta Vigo og Levante i Spanien, samt uruguayanske Peñarol.
Med Vélez Sársfield var Cavallero med til at vinde to argentinske mesterskaber, samt Recopa Sudamericana og Supercopa Sudamericana. Med Espanyol vandt han i år 2000 pokalturneringen Copa del Rey.

## Landshold
Cavallero spillede gennem karrieren 26 kampe for Argentinas landshold, som han repræsenterede ved både VM i 1998 og VM i 2002. Han var også med til at vinde sølv ved OL i 1996 i Atlanta, og deltog ved 2004.

## Titler
Primera División de Argentina
- 1996 (Clausura) og 1998 (Clausura) med Vélez Sársfield

Supercopa Sudamericana
- 1996 med Vélez Sársfield

Recopa Sudamericana
- 1997 med Vélez Sársfield

Copa del Rey
- 2000 med RCD Espanyol